# Walter Siegmeister
Pour les articles homonymes, voir Siegmeister.
Walter Siegmeister (1901–1965), connu par la suite par son nom de plume Raymond W. Bernard, est un essayiste américain abordant le thème de l'ufologie, des théories du complot, du survivalisme, de la médecine non conventionnelle et de l'alimentation saine.

## Publications
(novembre 2018).
- Agharta, The Subterranean World
- Apollonius The Nazarene - Mystery Man Of The Bible
- Are Chemicals In Drinking Water Menacing Your Health? (1956)
- Are The New Super Sprays Endangering Your Health? (1956)
- Are You Being Poisoned By The Foods You Eat? (1956)
- Bread From Stones - Bernard (intro)
- Building of Vital Power
- Constipation (3 volumes) - Bernard, Tilden, Others, 1956
- Creation Of The Superman
- Danger We All Face (1960 Revised Edition)
- Danger We All Face: The Radioactive Peril
- Dead Sea Scrolls And The Life Of The Ancient Essene (1956)
- Eat Your Way To Better Health
- Enigma Of Woman
- Entering The Kingdom
- Escape From Destruction; How To Survive In The Atomic Age, 1956
- Flying Saucers From The Earth's Interior
- From Chrishna To Christ
- Geriatrics
- Great Secret Of Count Saint Germain
- Health Through Scientific Nutrition
- Herbal Elixirs Of Life (1966)
- Hollow Earth
- Meat: Eating A Cause Of Disease (1956)
- Mysteries Of Human Reproduction
- Mystery Of Menstruation
- Newest Discoveries In Nutrition
- Nutritional Methods Of Blood Regeneration / Nutritional Sex Control & Rejuvenation (2 volumes)
- Nutritional Methods Of Intestinal Regeneration
- Nutritional Sex Control And Rejuvenation
- Organic Foods For Health (1956)
- Organic Revolution In Nutrition
- Organic Way To Health (4 volumes)
- Physiological Enigma Of Woman: The Mystery Of Menstruation (1961)
- Physiological Methods Of Male And Female Regeneration (1955)
- Pre-Natal Origin Of Genius (1962)
- Pythagoras - The Immortal Sage
- Regeneration
- Rejuvenation Through Dietetic Sex Control
- Revolt Against Chemicals
- Science Discovers The Physiological Value Of Continence
- Secret Life of Jesus the Essene
- Secret Of Rejuvenation: Prof. Brown Sequard’s Great Discovery
- Serpent Fire: Awakening Kundalini
- Shall We Eat Bread? (1956)
- Super Foods From Super Soil (1956)
- Super Health Thru Organic Super Food (1958)
- Unknown Life Of Christ (1966)